# Бухарин. Политическая биография
Бухарин. Политическая биография (англ. Bukharin and the Bolshevik Revolution: A Political Biography) — однотомная биография Николая Бухарина, опубликованная профессором Нью-Йоркского университета Стивеном Коэнем в 1980 году. В 1979 году, на международной выставке-ярмарке в Москве, работа была конфискована, но затем была переведена на русский язык и вышла в СССР в 1988 году тиражом в 150 000 экземпляров.
В этой книге, являющейся исследованием взаимосвязи политической программы Бухарина и исхода внутрипартийной борьбы 1928—1929 годов, автор заочно полемизирует с Исааком Дойчером и Эдуардом Карром, рассматривающими позицию Льва Троцкого в качестве единственной альтернативы сталинизму в СССР. Коэн выдвигает концепцию «бухаринской альтернативы» (состоявшей в расширении внутрипартийной демократии вплоть до политического плюрализма, продолжении новой экономической политики и добровольной коллективизации) сталинскому «великому перелому».